# Friedrich Adler (artista)

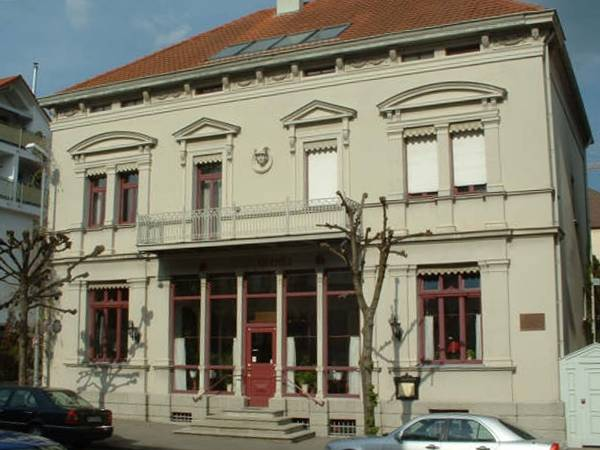
Lugar de nacimiento de Friedrich Adler en Laupheim

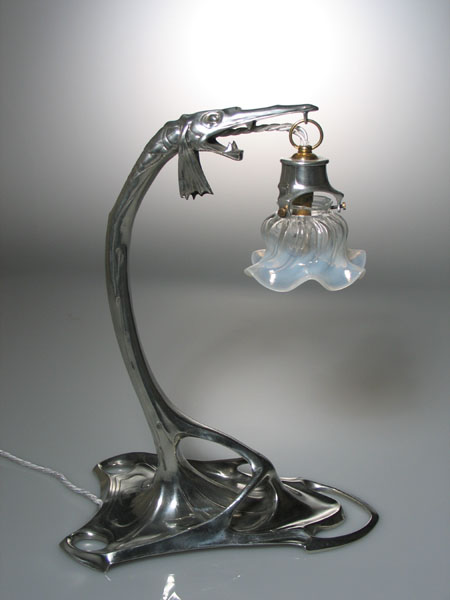
Lámpara en Art deco

Friedrich Adler (29 de abril de 1878 – ca. 11 de julio de 1942) fue un académico, artista y diseñador alemán. Fue especialmente reconocido por sus logros en el diseño de trabajos de cerrajería en los estilos de Art nouveau y el Art decó; también fue el primer diseñador en usar baquelita.
Adler nació en Laupheim; su lugar de nacimiento es ahora es el Café Hermes, un edificio de estilo Art nouveau del estilo de finales del Renacimiento italiano.
De 1894 a 1897, estudió bajo las explicaciones de Hermann Obrist y Wilhelm von Debschitz, en cuyo taller también enseñó desde 1904 a 1907, en la Escuela de Artes Aplicadas de Múnich. Entre 1907 y 1933, fue profesor en la Escuela de Artes Aplicadas de Hamburgo. También dirigió lecciones en Núremberg, y diseñó piezas de arte para más de cincuenta clientes.
El 11 de julio de 1942 Adler, que era Judío, fue deportado al campo de exterminio de Auschwitz, donde, fue asesinado poco después. Hay un Stolpersteine en su memoria en el último lugar donde trabajó en Hamburgo.